# 久松潜一
久松 潜一（ひさまつ せんいち、1894年〈明治27年〉12月16日 - 1976年〈昭和51年〉3月2日）は、日本の国文学者。学位は文学博士。

## 経歴
出生から修学期
1894年、愛知県知多郡藤江村（現・知多郡東浦町）で生まれた。愛知一中、第八高等学校を経て、東京帝国大学文学部国文学科に進んだ。1919年（大正8年）、大八車で搬入したとされる大部の卒業論文を提出して卒業し、同大学大学院に進学した。
国文学者として
1922年（大正11年）、佐佐木信綱の三女三枝子と結婚。一高教授となり、1925年からは東京帝国大学国文学科助教授となった。1934年（昭和9年）、学位論文『日本文学評論史ノ研究』を東京大学に提出して文学博士を取得。 1936年（昭和11年）に同大教授に昇格。
戦時体制下では日本文学報国会国文学部会幹事長を務め、民族精神の醸成に加わった。1936年には、『国体の本義』編纂委員（国文担当）を務めた。
太平洋戦争後
1947年、帝国学士院会員に選出された。1955年に東京大学を退官し、同大学名誉教授となった。その後は慶應義塾大学教授、鶴見女子大学教授、國學院大學教授として教鞭をとった。
1970年正月、宮中歌会始で召人を務めた。1971年から日本近代文学館名誉顧問。郷土に対して愛着を持ち続け、1974年、郷里にある愛知県立東浦高等学校の校歌を作詞した。詞の1番では郷土の風土について、2番では知性と感情が融和することを、3番では強い意志をうたった。1976年、肺癌のため死去。墓所は故郷の東浦町安徳寺にある。

## 受賞・栄典
- 1939年（昭和14年）：学士院賞を受賞。
- 1966年（昭和41年）：勲二等授瑞宝章を受賞。
- 1966年（昭和41年）：文化功労者。
- 1975年（昭和50年）：授旭日重光章を受賞。
- 1976年（昭和51年）：叙従三位。

## 研究・業績

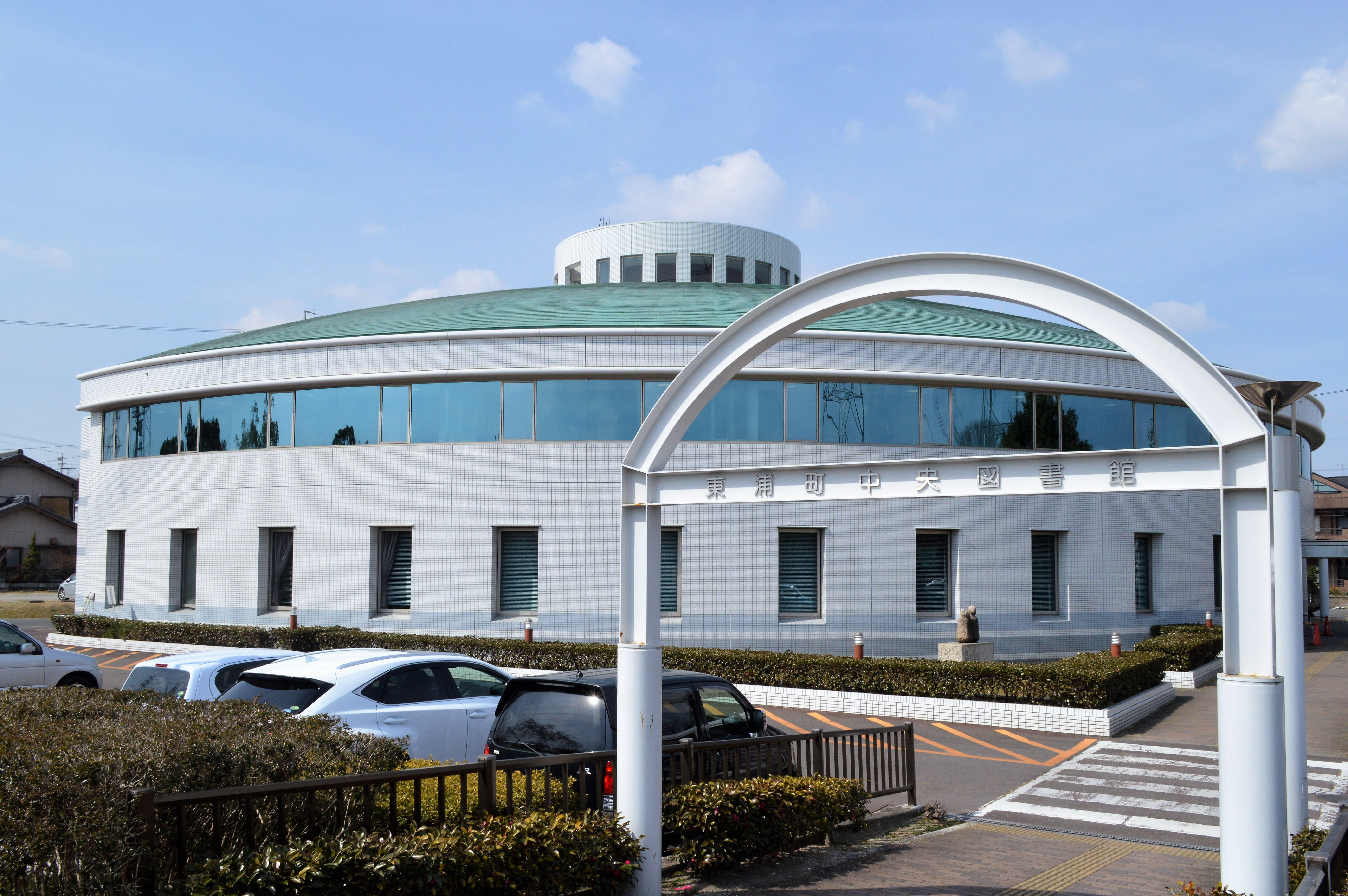
久松と久米常民に関する特別資料室がある東浦町中央図書館

専門は国文学全般に及んだ。契沖研究に始まり、国学、『万葉集』、和歌など古典文学の全体について基礎的研究を行った。自らも「心の花」に所属する歌人でもあった。戦時体制下では日本文学報国会国文学部会幹事長として盛んに民族精神を鼓吹したため、戦後、その戦争責任を追及されたが、長く国文学界に君臨した。
顕彰
郷里の東浦町中央図書館には久松と久米常民に関する特別資料室があり、久松の編著作書約200冊や直筆原稿約400点が展示されている。
教え子
- オスカー・ベンル
- 五島美代子
- 長沢美津

## エピソード
国文学科の三宅清の学位論文「御杖の学説」（1946年）を10年近く放置したまま退官した。のちに三宅が何らかの理由で訴訟を起こしたため、久松退官後に論文審査にあたった時枝誠記と坂本太郎 (歴史学者)が裁判所に呼び出される騒ぎとなった。また、久松が長年助教授だった池田亀鑑を教授に推した際には、久松が事前の意見調整を怠ったようで、選考委員の時枝の大反対に合い、池田は助教授に留まり、久松退職時にやっと後任教授として就任したもののその翌年死去した。

## 著書

### 戦前
- 『萬葉輯(集)の新研究』至文堂 1925
- 『上代日本文學の研究』至文堂 1928
- 『日本文學概説』岩波書店 1931
- 『歌學史の研究-歌論を中心として』岩波書店 1932
- 『日本文學評論史－形態論の相互關係を中心として』岩波書店 1932
- 『國文學と民族精神』文部省 1934
- 『上代民族文學とその學史』大明堂書店 1934
- 『古代詩歌に於ける神の概念』志田延義共著、國民精神文化研究所 1934
- 『萬葉輯考説』栗田書店 1935
- 『能樂論と文學精神』國民精神文化研究所 1935
- 『日本精神歌集』文部省思想局 1935
- 『歌道と敎育』岩波書店 1936
- 『日本文獻學』岩波書店 1937
- 『西歐に於ける日本文學』至文堂 1937
- 『日本文學の精神』大日本圖書 1937
- 『萬葉輯に現れたる日本精神』至文堂 1937
- 『藤原時代』（物語日本史） 雄山閣 1937
- 『日本文學の特質』日本文化協會出版部 1937
- 『日本文化の本質を語る』日本文化中央聯盟 1938
- 『我が風土・國民性と文學』日本文化協會 1938
- 『賀茂眞淵、香川景樹』厚生閣 1938
- 『中世に於ける文學道の建立』國民精神文化研究所 1938
- 『國學と玉だすき』日本文化協會、1939
- 『日本文學の思潮』河出書房、1939
- 『上古時代』（物語日本史）雄山閣 1939
- 『國學－その成立と國文學との關係』至文堂 1941
- 『契沖の生涯』創元社 1942
- 『玉勝間と初山踏』教學局 1942
- 『恩頼抄－國文學襍記』湯川弘文社 1943
- 『日本文學史論』小説篇 至文堂 1944
- 『國文學通論－方法と對象』武蔵野書院 1944
- 『古典講話-記紀萬葉の精神』神祇院指導課 1944

### 戦後
- 『日本文學と文藝復興』民生書院 1947
- 『風土と構成－日本文學』紫乃故郷舎, 武蔵野書院（発売）1948
- 『和歌史』總論古代篇 東京堂 1948
- 『萬葉研究史』要書房 1948
- 『万葉秀歌－解釈及鑑賞』天明社 1948
- 『萬葉と芭蕉』大八洲出版 1948
- 『日本の詩歌』同文書院 1953
- 『新古今集の新しい解釈』至文堂 1954
- 『日本文学研究史』山田書院 1957
- 『万葉集とその前後』刀江書院 1958
- 『国文学への道』桜楓社出版 1958
- 『中世和歌史論』塙書房 1959
- 『日本歌論史の研究』風間書房 1963
- 『契沖』吉川弘文館（人物叢書） 1963、新装版　1989　ISBN　	9784642051675、オンデマンド版 2021 ISBN 9784642751674
- 『年々去来－国文学徒の思出』広済堂出版 1967

### 著作集
- 『久松潜一著作集』 (全12巻,別巻1) 至文堂 1968-1969

1. 1巻『国文学:方法と対象』1968
2. 2巻『日本文学の風土と思潮』1968
3. 3巻『日本文学評論史』古代・中世篇 1968
4. 4巻『日本文学評論史』近世・近代篇 1968
5. 5巻『日本文学評論史』総論・歌論・形態論篇 1968
6. 6巻『日本文学評論史』詩歌論篇 1968
7. 7巻『万葉集の研究』1969
8. 8巻『万葉集の研究』1969
9. 9巻『上代日本文学の研究』1969
10. 10巻『日本文学評論史』理念・表現論篇 1969
11. 11巻『日本文学研究史』1969
12. 12巻『契沖伝』1969
13. 別巻『国文学徒の思ひ出』1969

## 回想・年譜
- 久松潜一博士年譜 (久松潜一博士追悼特集) 福田秀一編「国語と国文学」1976-07
- 『東方学回想Ⅴ 先学を語る〈4〉』刀水書房、2000[8]